# Bouquemont
Bouquemont ist eine französische Gemeinde mit 118 Einwohnern (Stand 1. Januar 2022) im Département Meuse in der Region Grand Est (vor 2016 Lothringen). Sie gehört zum Arrondissement Commercy und zum Kanton Dieue-sur-Meuse.

## Geografie
Die Gemeinde liegt etwa 20 Kilometer südsüdöstlich von Verdun im Zentrum des Départements Meuse an der Maas. Die Gemeinde besteht einzig aus dem Ort Bouquemont. Weite Teile im Westen der Gemeinde sind bewaldet. Das bedeutendste Waldgebiet ist der Bois de Bouquemont. Nachbargemeinden sind Tilly-sur-Meuse im Nordwesten und Norden, Troyon im Nordosten, Woimbey im Südosten und Süden sowie Thillombois im Südwesten und Westen.

## Geschichte
Der Name der heutigen Gemeinde wurde 962 als Bucconis-mons erstmals in einer Bulle von Papst Johannes XII. erwähnt. Im Mittelalter gehörte der Ort zum Gebiet Trois-Évêchés. Mit dieser Herrschaft fiel Bouquemont faktisch 1552 (offiziell erst 1648) an Frankreich. Bis zur Französischen Revolution lag der Ort im Grand-gouvernement de Lorraine-et-Barrois. Von 1793 bis 1801 war die Gemeinde dem Distrikt Saint-Mihiel zugeteilt und Teil des Kantons Dompcevin, danach von 1801 bis 2015 Teil des Kantons Pierrefitte-sur-Aire. Seit 1801 ist Bouquemont dem Arrondissement Commercy zugeordnet.

### Bevölkerungsentwicklung
| Jahr                                                                                                | 1962 | 1968 | 1975 | 1982 | 1990 | 1999 | 2006 | 2011 | 2019 |
| Einwohner                                                                                           | 146  | 130  | 111  | 100  | 101  | 107  | 94   | 124  | 104  |
| Quellen: Cassini (Volkszählungen bis 1999) und INSEE (offizielle Schätzungen per 1. Januar ab 2006) |      |      |      |      |      |      |      |      |      |

## Sehenswürdigkeiten
- Kirche Saint-Remi aus dem 18. Jahrhundert
- Denkmal für die Gefallenen[4]
- Fünf Wegkreuze im Dorf und am Dorfrand
- Zwei ehemalige Lavoirs (Waschhäuser)

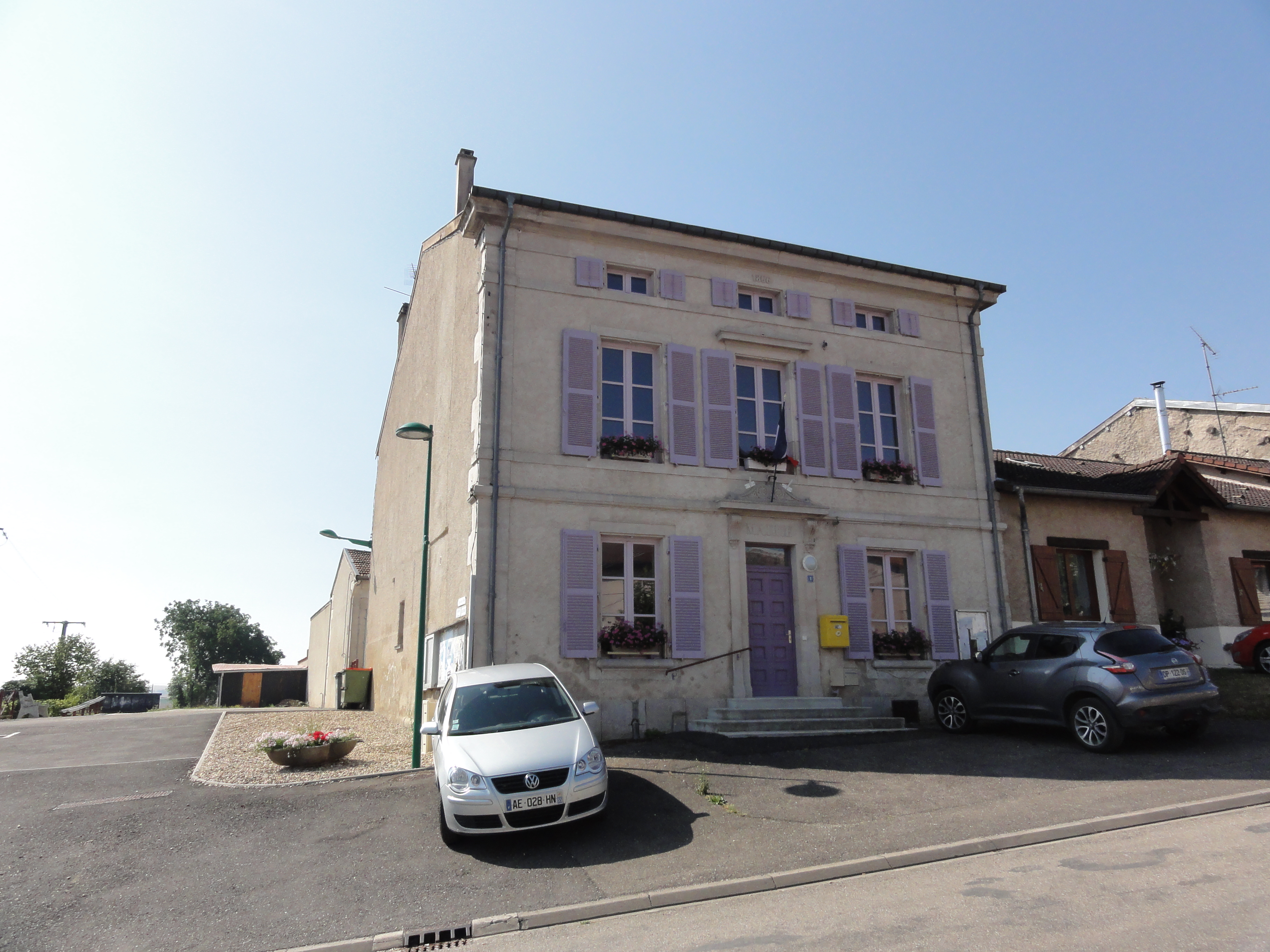
Rathaus (Mairie) von Bouquemont
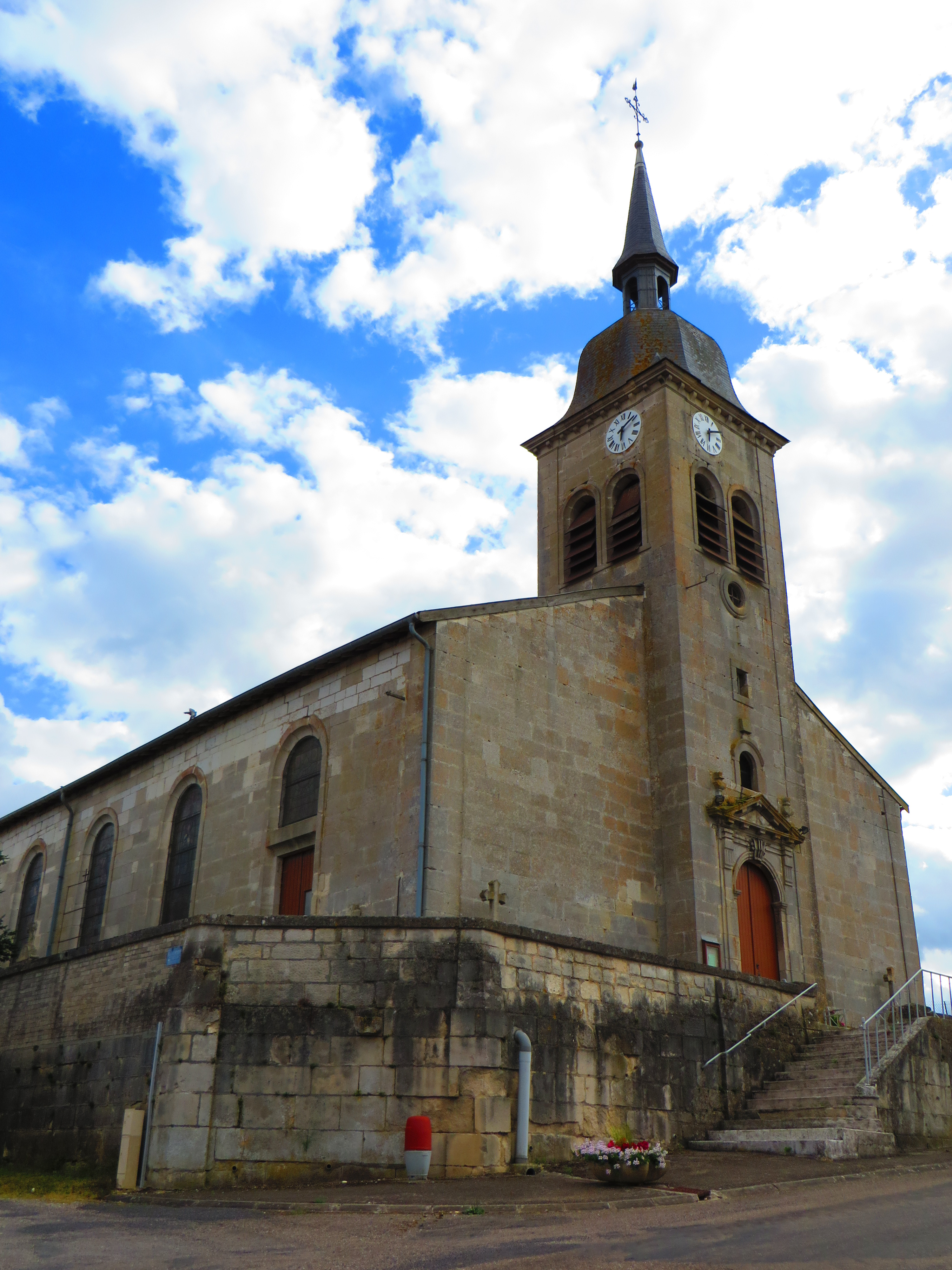
Kirche Saint-Remi
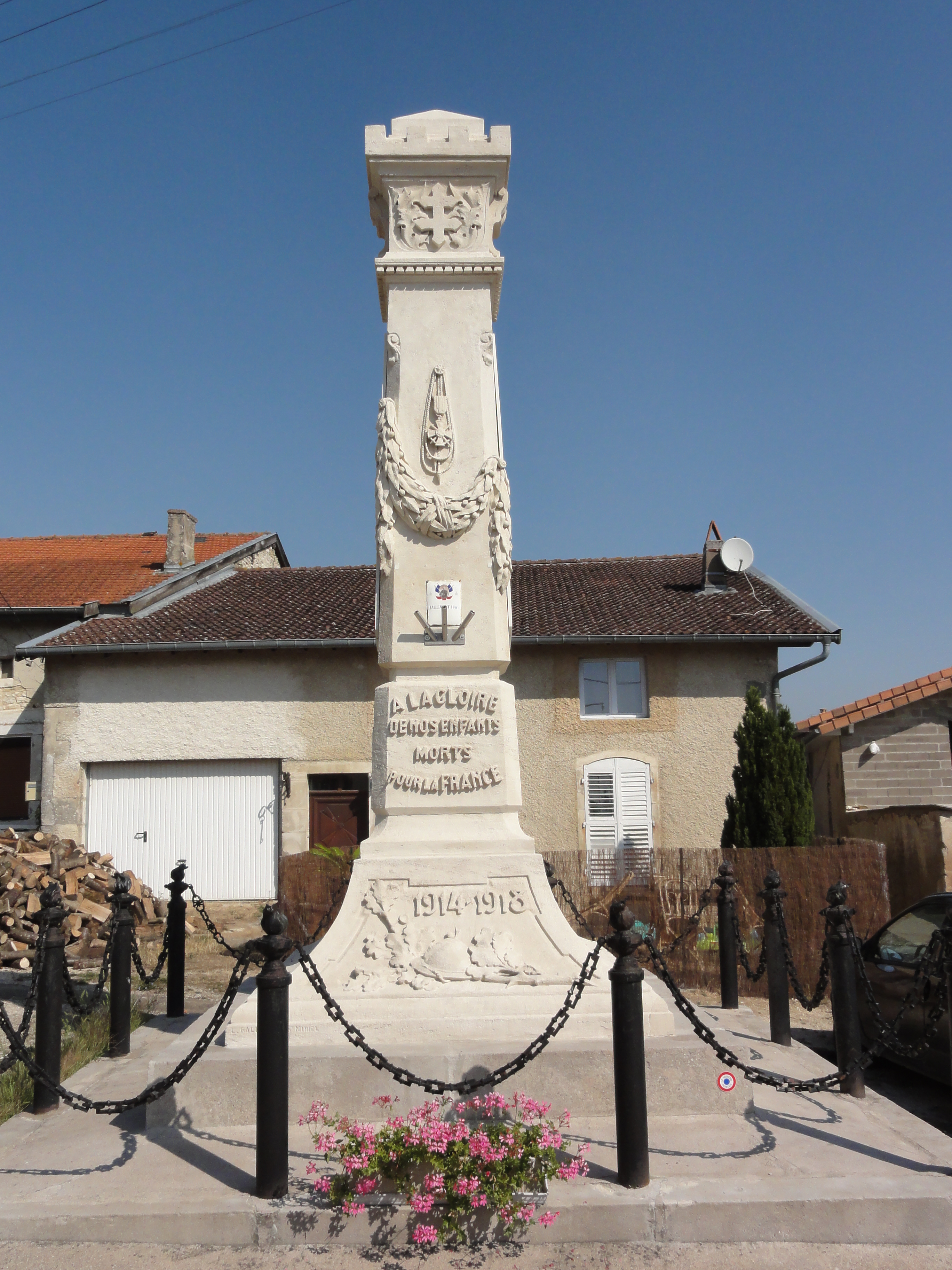
Denkmal für die Gefallenen
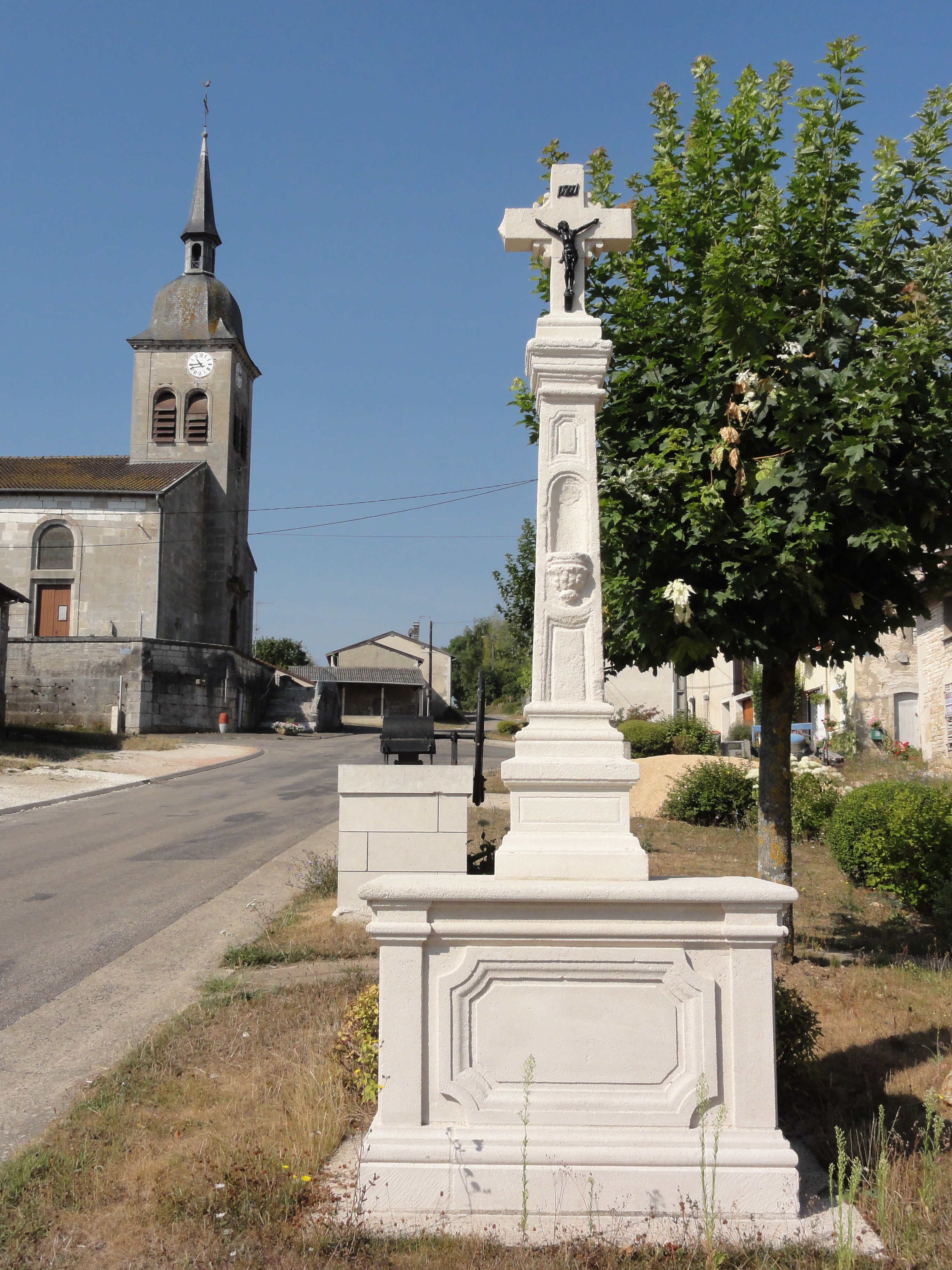
Wegkreuz an der Rue Hautte
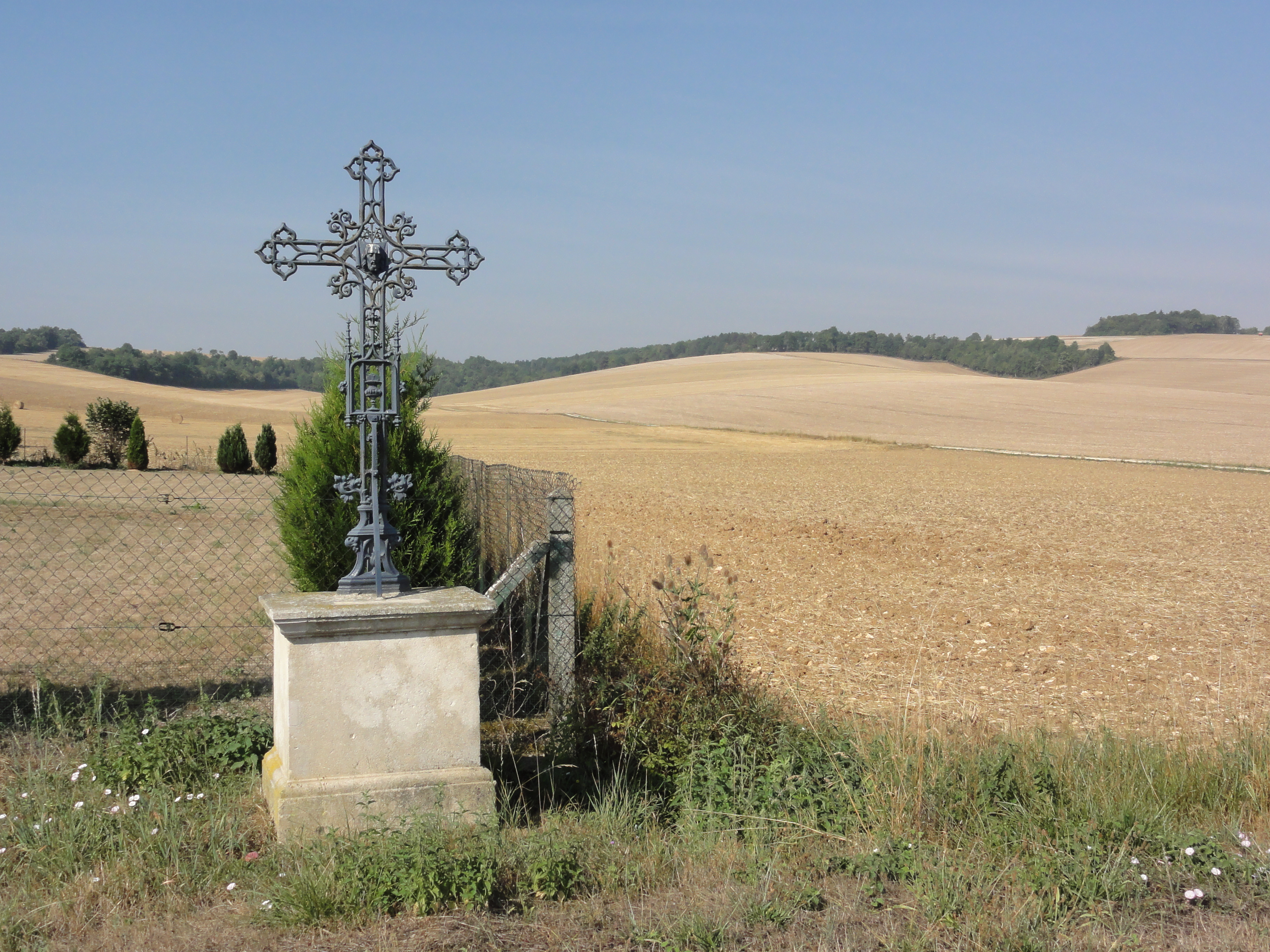
Wegkreuz und Landschaft bei Bouquemont